# Пороэт (графство)
Пороэт (брет. Pourc'hoad, фр. Porhoët) — виконтство, а затем графство в центральной Бретани, на территории которого располагается современный регион близ реки Уст, притока реки Вилен. Название «Пороэт» происходит от бретонского «Poutrecoet»  — «страна в лесу», из-за многочисленных лесов на данной территории (брет.  Pou — страна, происходит от латинского pagus; Coet — лес). Впоследствии «Poutrecoet» было сокращено до «Pourc'hoad».
Представителями духовенства в Пороэте были дьяконы, подвластные епископам Ванна; архидьяконы, подвластные епископам Сен-Мало; частично к Пороэту относились архидьяконы Пентьевра.

## История
Первым известным представителем дома де Пороэт был Гюетнош (ум. 1046). Он построил замок Тро, который сейчас называется Гилье. В 1008 году он упоминается во время герцога Бретани Жоффруа I. Его супругой была дочь графа Корнуая Бенедикта Элларум.
Его сын Гозлен I (ум. 1074) построил замок Пороэт, который первоначально имел одно название с городом. Тот факт, что Гюетнош назвал своего сына именем, присущим для Роргонидов, а его внук носил имя Эд, предполагает, что он происходил из родов, имеющих франкское происхождение.
Сын Гозлена Эд I (ум. после 1092) стал первым известным виконтом де Пороэт. Его старшие сыновья Гозлен II (ум. до 1114) и Жоффруа (ум. 1142) поочередно стали виконтами де Пороэт. Жоффруа, сменивший своего брата Гозлена II, скончавшегося до 1114 года, передал своему младшему брату Алену I, территорию, за исключением Пормеля близ Жослена. Земли, принадлежавшие Алену, стали называться виконтством Роган. Ален стал основателем ветви дома де Пороэт — дома де Роган.
Сын Жоффруа Эд II де Пороэт (ум. 1170/1173) женился на дочери герцога Бретани Конана III Берте и стал регентом малолетнего герцога Конана IV, сына Берты от первого брака. Эд переобразовал графство Пороэт в герцогство. Ему пришлось бороться с графом Нанта Хоэлем III, который был лишён наследства отцом Конаном III.
Эд практически полностью захватил власть в герцогстве в свои руки. В 1154 году Конан IV попытался вернуть власть себе, но потерпел поражение и был вынужден искать убежище в Англии у короля Генриха II. Конан также получил военную поддержку от короля и стал одним из феодалов Англии, однако его вассальное положение в этом государстве спровоцировало восстание дворян в его поддержку, которое привело к изгнанию и низложению Эда, тогда как Конан вернулся из Англии и был провозглашён герцогом в 1156 году.
Старший сын Эда II Эд III (ум. 1231) стал вторым графом де Пороэт. Так как он не оставил наследников, то графство было разделено на три части между его дочерьми Матильдой, Элеонорой и Жанной, супругой Оливье де Монтабана. Происхождение Матильды не установлено, однако предполагается, что она была дочерью Эда III. Её мужем был сеньор де Фужер Жоффруа. Мужем Элеоноры был Ален V де Роган. Дом де Пороэт объединился со своей боковой ветвью.
Окончательный раздел графства на три виконтства состоялся в 1239 и 1240 годах. Рауль III де Фужер, сын Матильды, получил 2/3 графства, включая Жослен, лес в Лануа и Могон. Элеонора и её второй муж Пьер де Шемийе получили города Ла Трините-Пороэт и Ла Шез с замком, а также лес в Лодаке. О Жанне и её муже почти ничего неизвестно, однако они владели небольшой частью разделённого графства. Герцог Бретани Жан I подтвердил раздел в своем письме из Пормеля в феврале 1248 года.
Средства, выделяемые на виконтство Пороэт, Элеонора передала старшему сыну от первого брака Алену VI де Роган, который заключил соглашение на этот счёт со своим сводным братом Томасом де Шемийе в 1284 году. Таким образом, виконтство окончательно было включено в состав владений Роганов.
Та часть, которой владел Рауль III де Фужер, перешла к Лузиньянам через его дочь Жанну, мужем которой был Гуго XII де Лузиньян. Все имущество их рода было конфисковано в 1309 году королём Франции Филиппом IV, но он позволил Иоланде де Лузиньян обладать виконтством до своей смерти. После этого с 1328 года Пороэтом обладали некоторое время графы Алансона, а в 1370 году его приобрел Оливье V де Клиссон.
Его дочь Беатриса вышла замуж за Алена VIII де Роган, после чего все части распавшегося графства были объединены под властью Роганов.

## Список виконтов и графов де Пороэт
- 1008—1046: Гюетнош (ум. 1046), виконт де Тро
- 1046—1074: Гозлен I (ум. 1074), виконт де Тро, сын предыдущего
- 1074—после 1092: Эд I (ум. после 1092), виконт де Пороэт, сын предыдущего
- после 1092—до 1114: Гозлен II (ум. до 1114), виконт де Пороэт, сын предыдущего
- до 1114—1142: Жоффруа (ум. 1142), виконт де Пороэт, брат предыдущего
- 1142—1170: Эд II (ум. 1170), виконт де Пороэт, граф де Пороэт, герцог Бретани, граф Ренна, сын предыдущего
- 1170—1231: Эд III (ум. 1231), граф де Пороэт, сын предыдущего

1231—?: Матильда, виконтесса де Пороэт, дочь предыдущего
1231—после 1251: Элеонора, виконтесса де Пороэт, дочь предыдущего
1231—?: Жанна, виконтесса де Пороэт, дочь предыдущего
- 1234—1256: Рауль III де Фужер
- 1256—1270: Жанна (ум. 1273), дочь предыдущего
- 1256—1270: Гуго XII де Лузиньян, муж Жанны де Фужер
- 1270—1303: Гуго XIII де Лузиньян, первый сын Жанны де Фужер и Гуго XII де Лузиньяна
- 1303—1308: Ги I де Лузиньян, второй сын Жанны де Фужер и Гуго XII де Лузиньяна
- 1308—1314: Иоланда де Лузиньян, дочь Жанны де Фужер и Гуго XII де Лузиньяна
- 1314—1370: Включено в состав королевского домена и передано в качестве апанажа.
- 1370—1407: Оливье V де Клиссон
- 1407—1448: Беатриса де Клиссон, дочь предыдущего и жена следующего
- 1407—1429: Ален VIII де Роган